# Kraj Gornji
Kraj Gornji is een plaats in de gemeente Marija Gorica - južni dio
Dubravica - sjeverni dio in de Kroatische provincie Zagreb. De plaats telt 357 inwoners (2001).